# Scolosanthus
Scolosanthus là một chi thực vật có hoa thuộc họ coffee, Rubiaceae. Chi này có các loài sau (tuy nhiên danh sách này có thể chưa đủ):
- Scolosanthus howardii Borhidi